# Salamanca (locomotive)
Pour les articles homonymes, voir Salamanca.

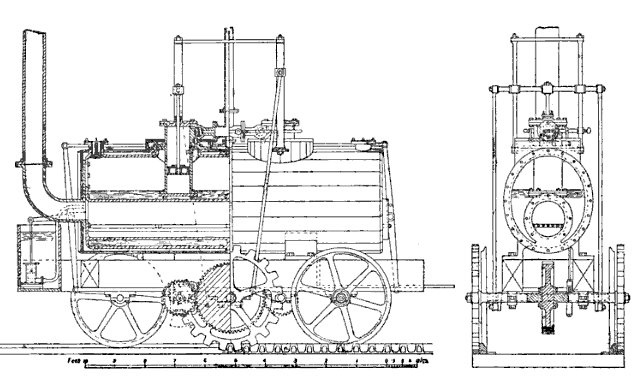
Coupe et vue de face d'une ancienne version de la locomotive de Blenkinsop. On note quelques écarts avec la vraie Salamanca tels que le calage des bielles.

La Salamanca fut la première locomotive à vapeur exploitée commercialement avec succès. Elle a été construite en 1812 pour le Middleton Railway qui reliait les houillères de Middleton à Leeds. Ce fut aussi la première locomotive motorisée par deux cylindres. Son nom commémore la bataille de Salamanque que la Grande-Bretagne venait de remporter.
John Blenkinsop, gestionnaire aux houillères de Middelton, pensait à utiliser la traction à vapeur — utilisant le charbon disponible sur place — plutôt que la traction hippomobile pour le transport du charbon jusqu'à Leeds. À la suite des déboires de Richard Trevithick avec la Pen-y-Darren, il conçut une machine légère, ce qui posa des problèmes de motricité par manque d'adhérence. Il inventa pour y remédier un système d'entraînement par crémaillère qu'il breveta le 10 mai 1811.
Il réussit à convaincre le propriétaire de la mine de faire construire sa locomotive par l'ingénieur Matthew Murray (1765-1826) de Holbeck. Un prototype, la Prince Regent, est entré en action le 24 juin 1812, puis la Salamanca suivit le 12 août 1812. La crémaillère est située à l'extérieur de la voie de 1 245 mm à rails saillants en fonte. La locomotive est propulsée par une roue dentée (Ø 965, 20 dents) située sur le côté de la machine entre les roues porteuses. Elle est entraînée par deux cylindres verticaux de 8" x 24" (203 mm x 610 mm) implantés en partie dans la chaudière à tube-foyer central. Celle-ci, réalisée en fonte, est de section ovale, allongée en hauteur. Chaque piston entraîne par l'intermédiaire de bielles verticales un arbre doté d'un pignon central (30 dents) qui transmet le mouvement à l'axe de la roue dentée avec démultiplication (pignon 60 dents). Les bielles avant et arrière sont calées à 90 degrés pour faciliter le démarrage. La souplesse du châssis en bois faisait office de suspension.

Elle évoluait à 16 km/h peu chargée et à 5,5 km/h en tractant 100 tonnes (30 wagons).

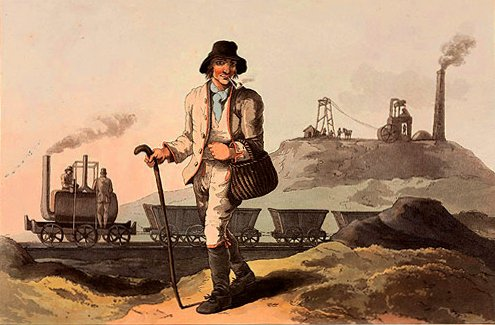
Aquarelle de Gorge Walker représentant en 1814 un train aux houillères de Middleton.

Deux machines similaires furent construites notamment pour les houillères de Willington : la Lord Wellington ou Marquis Wellesley, le 4 août 1813, et la Marquis de Wellington le 23 novembre 1814. Une locomotive a été détruite par une explosion de chaudière en 1818 mais cette série a pu être utilisée jusqu'à ce qu'une deuxième explosion de chaudière, le 12 février 1834, mette fin à cette première expérience ferroviaire. On savait à cette date que le recours à la crémaillère pouvait être limité aux fortes pentes.